# Gloria Gifford
Pour les articles homonymes, voir Gloria et Gifford.
Gloria Gifford, née le 6 juillet 1946 aux États-Unis, est une actrice et productrice américaine.

## Biographie
elle est Mrs. Alves dans Halloween 2 .

## Filmographie

### Cinéma
- 1978 : California Hôtel : Lola Gump
- 1981 : Halloween 2 : Mrs. Alves
- 1982 : She's with Me (court métrage) : Ellen Madison
- 1982 : 48 heures. : Prostituée
- 1983 : Going Berserk : Francine
- 1983 : D.C. Cab : Miss Floyd
- 1984 : This Is Spinal Tap : l'officier de sécurité à l'aéroport
- 1986 : Big Trouble : Wanda
- 1988 : Vice Versa : Marcie
- 1993 : Three of Hearts : l'opératrice
- 1995 : Across the Moon : la visiteuse de la prison
- 1997 : The Others réalisé par Travis Fine : Miss Chambers
- 1999 : Angelo (court métrage) : l'artiste
- 2000 : Three Man March (court métrage)
- 2000 : Destiny Stalled (court métrage) : l'infirmière Betty
- 2001 : Spirit Rising (court métrage) : Mrs. Neita
- 2002 : Leaf Chief (court métrage) : Angelina
- 2006 : Gettin' Some Jail Time (court métrage) : la mère d'Edward
- 2012 : A Perfect Ending : Sharon

### Télévision
- 1981 : Don't Look Back: The Story of Leroy 'Satchel' Paige (téléfilm) : Darlene
- 1981 : L'Incroyable Hulk (série télévisée) : Grubb
- 1981 : Death of a Centerfold: The Dorothy Stratten Story (téléfilm) : Jean
- 1982 : Hart to Hart (série télévisée) : la réceptionniste
- 1983 : The New Odd Couple (série télévisée) : Rita
- 1983 : Quincy M.E. (série télévisée) : Attorney Sharon Mitchell
- 1984 : Last of the Great Survivors (téléfilm) : Ms. Revson
- 1984 : The Love Boat (série télévisée) : Cassie Jones
- 1984 : Rick Hunter (série télévisée) : l'avocate du chasseur
- 1984 : A Touch of Scandal (téléfilm) : la présentatrice d'infos à l'hôtel Ambassador
- 1985 : Gimme a Break! (série télévisée) : Marilyn Wallace
- 1982-1985 : Cagney et Lacey (série télévisée) : Karen Boswell / Mara
- 1986-1987 : 1st & Ten (série télévisée) : Rhonda
- 1987 : Family Ties (série télévisée) : Akila
- 1987 : Virgin Paradise (téléfilm) : Julie
- 1988 : Les Chevaliers de la nuit (Knightwatch) (série télévisée)
- 1990 : Tales from the Whoop: Hot Rod Brown Class Clown (téléfilm) : Mrs. Herman
- 1993 : There Was a Little Boy (téléfilm) : Martha
- 1989-1993 : Life Goes On (série télévisée) : Mrs. Kneffer
- 1995 : Dave's World (série télévisée) : Estelle
- 1995-1996 : Hangin' with Mr. Cooper (série télévisée) : Miss Cosgrove
- 1996-1997 : Une nounou d'enfer (série télévisée) : l'officier INS
- 1997 : Beyond Belief: Fact or Fiction (série télévisée)
- 1997 : The Good News (série télévisée)
- 1997-1999 : Tracey Takes On... (série télévisée) : Darnetta / Winnifred
- 2000 : Chicken Soup for the Soul (série télévisée) : doctoresse Pruett
- 2000 : Hidden Blessings (téléfilm) : Mona Taylor
- 2000 : E/R (série télévisée) : Mrs. Wyatt
- 2001 : The Practice (série télévisée) : Vivian Marshall
- 2002 : Son of the Beach (série télévisée) : Okra Lee Gifford
- 2004 : 8 Simple Rules... for Dating My Teenage Daughter (série télévisée) : la professeure
- 2007 : You've Got a Friend (téléfilm) : Miss Egelhoff
- 2007 : All I Want for Christmas (téléfilm) : Lily James
- 2008 : A Kiss at Midnight (téléfilm) : Miss Molly
- 2009 : Rita Rocks (série télévisée) : Lucille
- 2011 : The Christmas Pageant (téléfilm) : Rebecca McCulloch
- 2016 : 12 Monkeys (série télévisée) : Helen

### Productrice
- 2010-2011 : Untitled Fiction Project (série télévisée) (13 épisodes)
- 2013 : Untitled Murder Project 2.0 (série télévisée) (36 épisodes)